# Station Penne
Station Penne is een spoorwegstation in de Franse gemeente Penne-d'Agenais.